# آنین سیتی (میشیگان)
آنین سیتی (به انگلیسی: Union City) یک روستا در ایالات متحده آمریکا است که در میشیگان واقع شده‌است. آنین سیتی ۳٫۸۶ کیلومتر مربع مساحت و ۱٬۵۹۹ نفر جمعیت دارد و ۲۷۶ متر بالاتر از سطح دریا واقع شده‌است.